# Italianizm (sztuka)

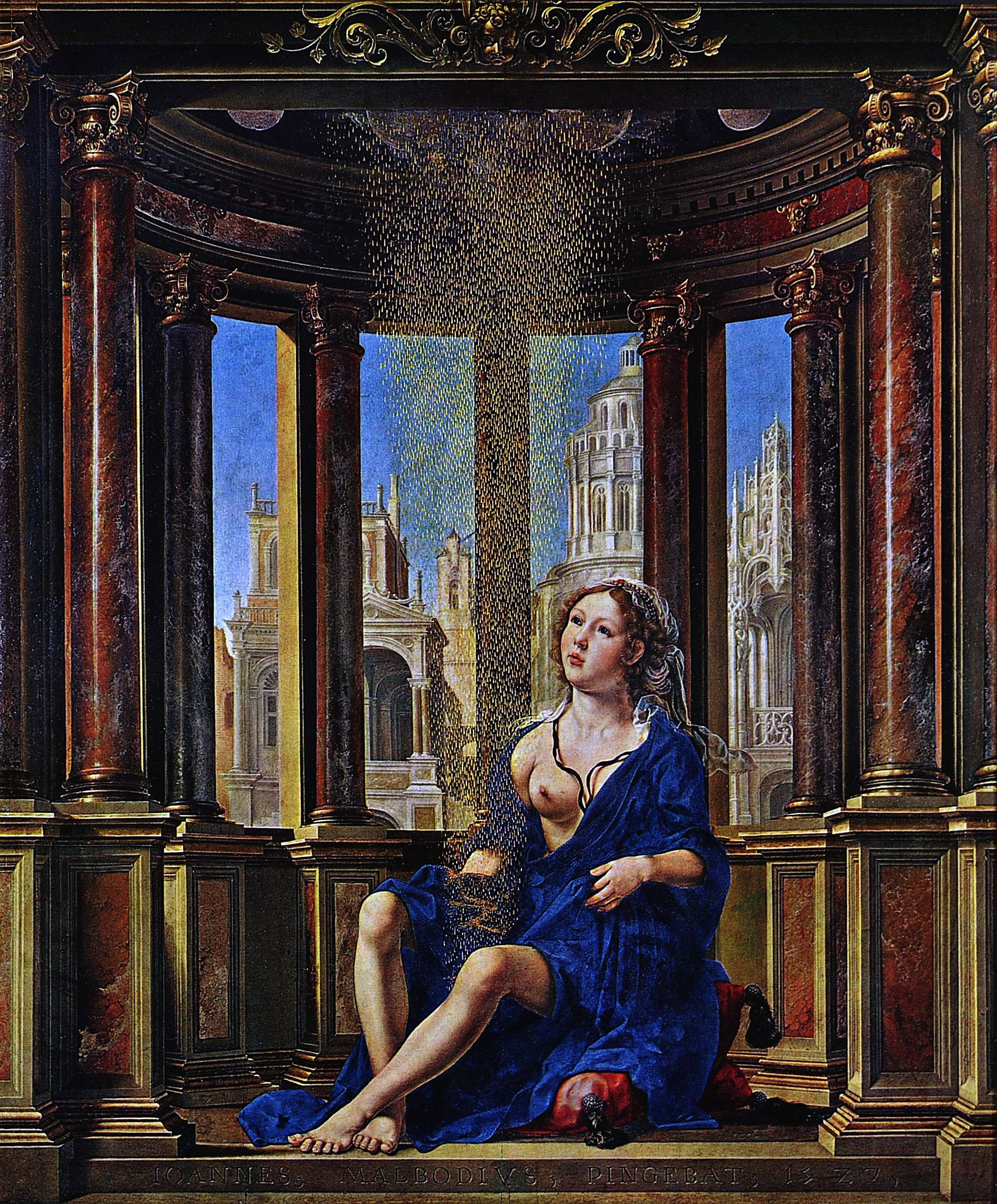
Jan Gossaert, Danae (1527)

Italianizm, romanizm niderlandzki – styl grupy malarzy niderlandzkich XVI w., odwołujących się w swojej twórczości do wzorów dojrzałego renesansu włoskiego (głównie Michała Anioła i Rafaela) oraz włoskiego manieryzmu.
Jednym z pierwszych propagatorów renesansowych form kompozycji, perspektywy i anatomii oraz nowej tematyki czerpanej z mitologii i „Metamorfoz” Owidiusza był Jan Gossaert, który przebywał w Rzymie w latach 1508-1509. Zapoznał się tam z dziełami Michała Anioła i zabytkami starożytności (Wenus i Amor, Danae).
Zjawisko przenikania wzorów włoskich do sztuki północnoeuropejskiej można zaobserwować u takich malarzy, jak: Quentin Massys, Barend van Orley, Pieter Coecke van Aelst, Lucas van Leyden, Jan van Scorel, Maerten van Heemskerck oraz w malarstwie portretowym Joosa van Cleve, Fransa Florisa, Anthonisa Mora, Maertena van Heemskercka oraz Jana van Scorela.
Artystów Północy zafascynowało przede wszystkim odkrycie naukowej perspektywy, znajomość anatomii (proporcji ludzkiego ciała), światłocień oraz klasyczne formy architektury. Wyrazem nowych form w malarstwie italianistów były sposoby obrazowania piękna ludzkiego ciała, nawiązujące do klasycznej rzeźby starożytnej oraz przedstawianie scen religijnych, mitologicznych i biblijnych na tle rozległych krajobrazów powietrznych.
Italianiści zapoznawali się ze sztuką włoską różnymi drogami: często z autopsji, częściej jednak poprzez przywiezione obrazy i ryciny (np. rysunki i kartony do tkanin w książęcych manufakturach w Brukseli), a często jedynie pośrednio, np. poprzez grafikę Albrechta Dürera, która bardzo wcześnie dotarła do Niderlandów.
Do rozprzestrzenienia się wzorów włoskich w dużym stopniu przyczyniło się rozpowszechnienie miedziorytu. Często robiono to w sposób schematyczny i powierzchowny, powtarzając w oparciu o ryciny tylko chwyty kompozycyjne i niespójnie łącząc różne motywy w duchu eklektyzmu. Z włoskiego manieryzmu przejmowano głównie to, co było najbardziej sztuczne, pretensjonalne i schyłkowe.
Wpływom włoskim oparli się najwybitniejsi malarze niderlandzcy tego okresu – Hieronim Bosch i Pieter Bruegel (starszy).

## Galeria

Italianiści niderlandzcy XVI w.
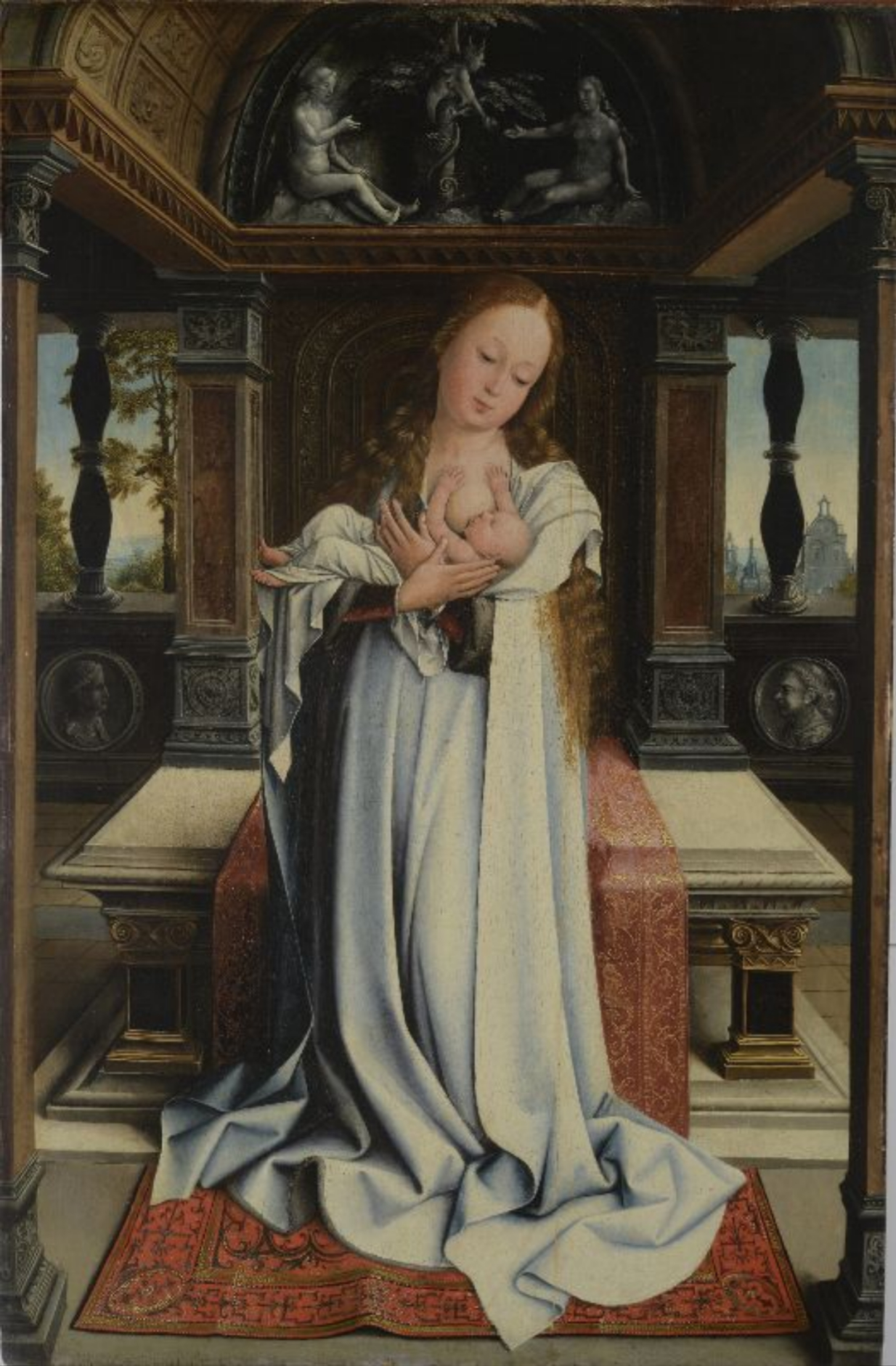
Bernard van Orley, Madonna z Dzieciątkiem (ok. 1515)
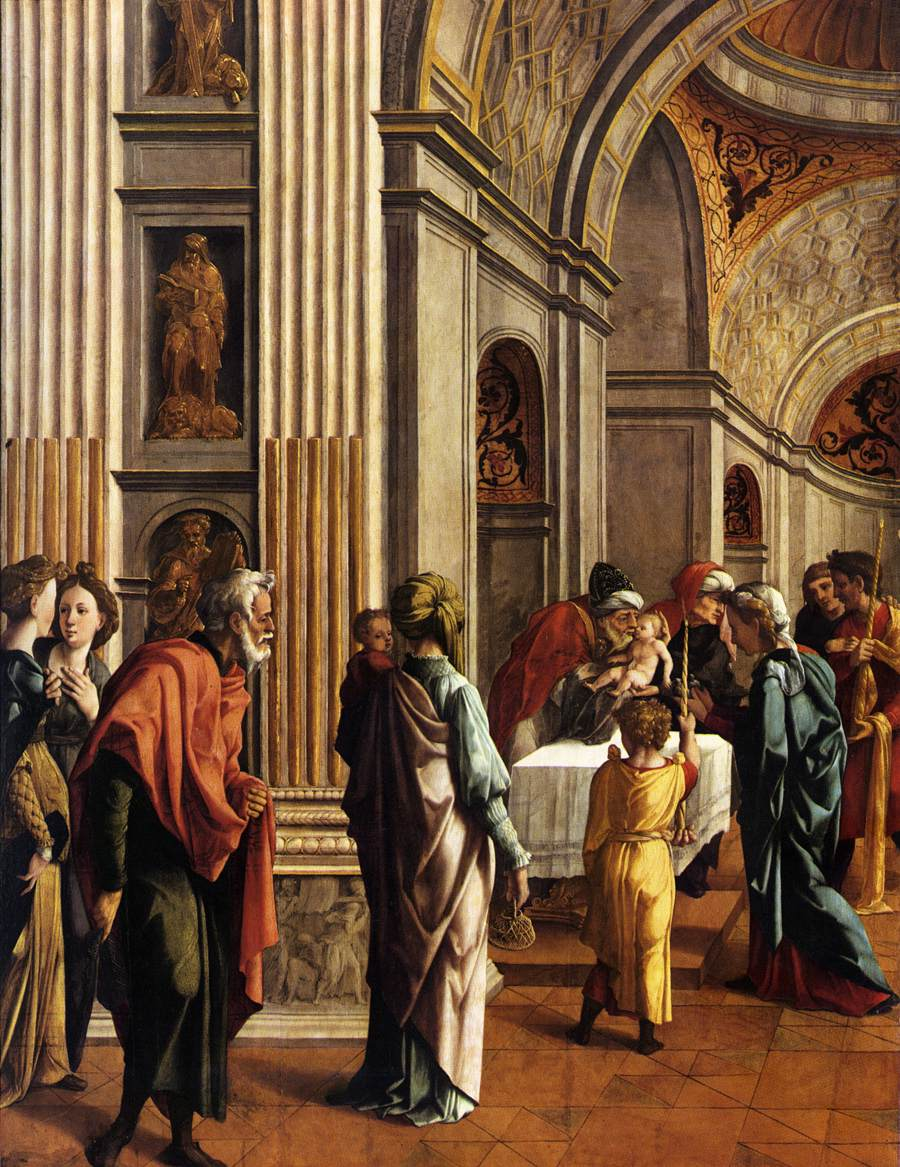
Jan van Scorel, Ofiarowanie w świątyni (1524-26)
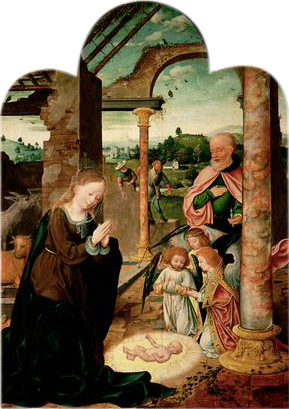
Joos van Cleve, Narodziny Chrystusa (ok. 1520)
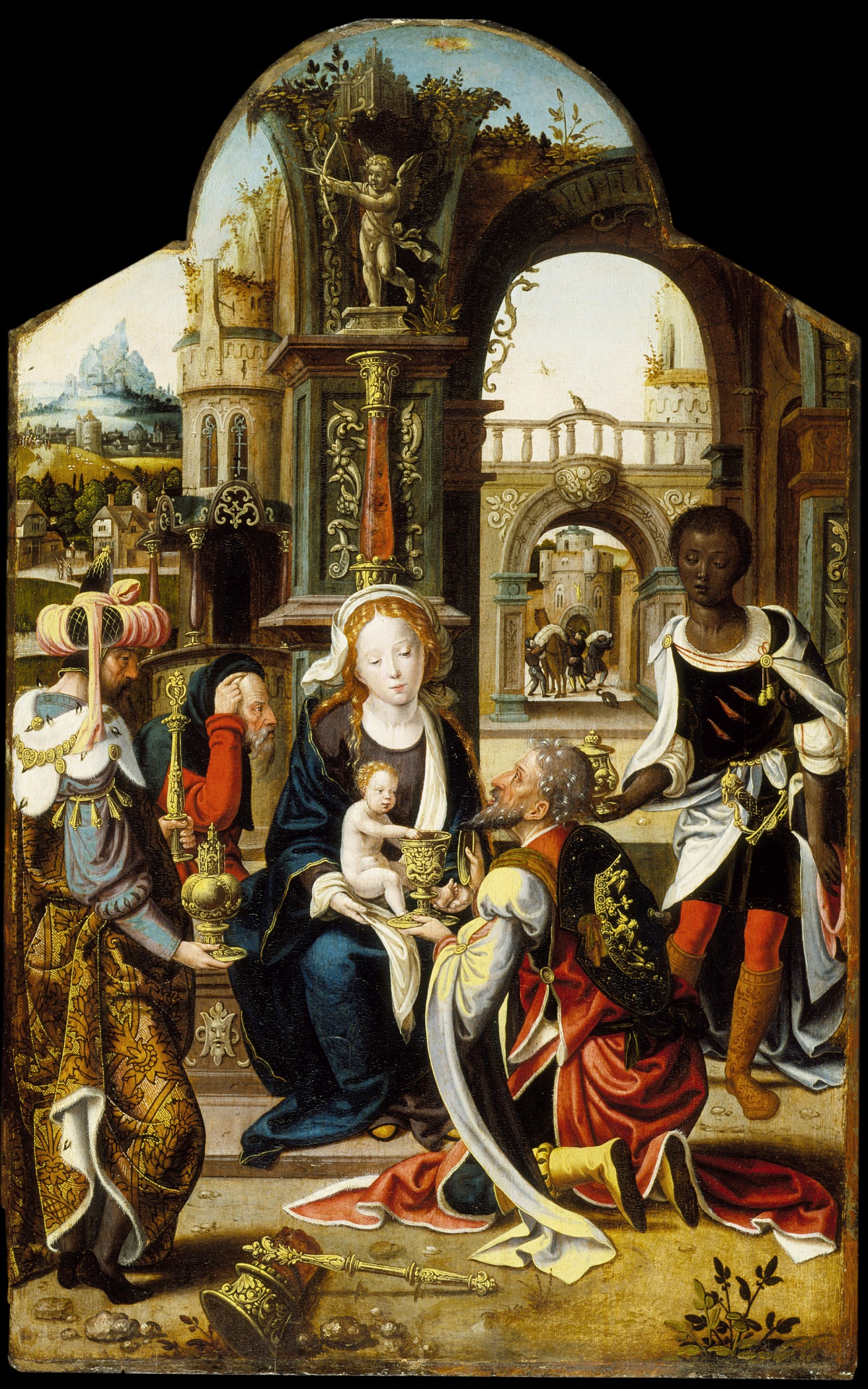
Pieter Coecke van Aelst, Pokłon Trzech Króli (ok. 1530)